# Der Judenmord – Deutsche und Österreicher berichten
Der Judenmord – Deutsche und Österreicher berichten ist ein über fünfstündiger Dokumentarfilm des belgischen Journalisten und Autors Michel Alexandre aus dem Jahr 1998. Der Film zeigt  Interviews mit 36 Zeitzeugen und behandelt die Frage nach der zeitgenössischen Kenntnis vom Holocaust nicht unmittelbar daran beteiligter Personen, aber auch einzelner NS-Täter und Opfer.
Der Film wurde kurz vor dem 60. Jahrestag der Novemberpogrome am 5. November 1998 im WDR ausgestrahlt.
Das gleichnamige Buch erschien 1998 in der Egmont Verlagsgesellschaft.

## Selbstbeschreibung des Regisseurs
Michel Alexandre im Vorspann zu seinem Film:

„Ein Jugendfreund aus Amerika kam zu Besuch. Wie immer sprachen wir zuerst über Politik. Zu meinem Erstaunen erklärte er den millionenfachen Mord der Nationalsozialisten an den Juden für eine Erfindung - erfunden von den Juden selbst, um die Deutschen zu erpressen. Ich war entsetzt und beschloss, der Wahrheit nachzugehen. Deutsche und Österreicher zu befragen, die diese Ereignisse miterlebt hatten. Bis dahin kannte ich nur die Aussagen der Opfer, der Überlebenden. Wie haben aber die Deutschen und die Österreicher den Judenmord erlebt? Wie haben sie von ihm erfahren und wann? Das wollte ich erforschen, das wollte ich belegen. Nicht alle, mit denen ich sprechen wollte, haben mir geantwortet. Diejenigen, die sich an die Wahrheit erinnerten und vor der Kamera Zeugnis ablegten, sind Zeugen auch vor der Geschichte.“

## Interviewpartner (alphabetische Auswahl)
- Walter Bargatzky
- Marion Gräfin Dönhoff
- Willi Dreßen
- Kurt Franz
- Ludwig Harig
- Klaus Hornig
- Wilhelm Höttl
- Alfred Kolleritsch
- Hermann Langbein
- Ella Lingens
- Hans Wilhelm Münch
- Peter Pechel
- Hubert Pfoch
- Hans-Günther Seraphim
- Walter Soswinski[3]
- Alfred Spieß
- Heinz Ungureit
- Hans-Heinrich Herwarth von Bittenfeld
- Axel Freiherr von dem Bussche
- Ludwig Wolf (Betriebsleiter im Warschauer Ghetto)

## Inhalt
Der Film zeigt die von Michel Alexandre über einen Zeitraum von mehr als zehn Jahren in Deutschland und Österreich geführten Interviews.
Die Erinnerungen der Augenzeugen umfassen die Zeit vom Anschluss Österreichs über die sog. Reichskristallnacht bis zur Deportation in Vernichtungslager und planmäßigen Ermordung vieler tausend Menschen in örtlichen Massakern während des Zweiten Weltkriegs. Manche der befragten Personen geben Informationen wieder, die sie bei einem zufälligen Zusammentreffen mit unmittelbar Tatbeteiligten wie SS-Mitgliedern bekommen hatten. Viele Interviewpartner waren Wehrmachtsangehörige (Soldaten, Feldgeistliche, Truppenärzte) und haben auch durch eigene Beobachtungen während ihrer Fronteinsätze von systematischen Tötungen erfahren. Die am Film beteiligten Täter und Opfer schildern ihre persönlichen Wahrnehmungen.
Alexandre befragt seine Gesprächspartner knapp, direkt und gezielt.
Die ausführlichen Antworten offenbaren oft einen Gewissenskonflikt der unfreiwilligen Mitwisser, die ihre Kenntnisse in der NS-Diktatur wegen einer möglichen Strafbarkeit etwa nach dem Heimtückegesetz geheim hielten und weitere Verbrechen nicht verhindern konnten, auch nicht mit dem Attentat vom 20. Juli 1944.
Anders als viele, die in der Nachkriegszeit weiter geschwiegen haben oder den Holocaust leugnen, sind die Zeitzeugen im Film bereit, ihr damaliges Wissen preiszugeben.
Die Aussagen werden unter anderem durch Erkenntnisse der Zentralen Stelle zur Aufklärung nationalsozialistischer Verbrechen in Ludwigsburg, des Instituts für Zeitgeschichte und des österreichischen Wissenschaftlers Walter Manoschek gestützt.

## Rezeption
Im Gegensatz zu der Dokumentation Shoah von Claude Lanzmann aus dem Jahr 1985 blieb Der Judenmord in Deutschland und Österreich weitgehend unbekannt.

## Film
- Der Judenmord. Deutsche und Österreicher berichten.[4] Im Anschluss 45-minütige Filmkritik mit Michel Alexandre, Wolfgang Benz und Egon Netenjakob, moderiert von Klaus Liebe (WDR).